# دينتس بلانشيس
دينتس بلانشيس (بالإنجليزية: Dents Blanches)‏ هو أحد جبال سلسلة جبال الألب شابلايس وجزء من القمة الأم دينتس دو ميدي يقع في كانتون فاليز، سويسرا. يبلغ ارتفاع الجبل حوالي 2759 متر، بينما يبلغ ارتفاع نتوء الجبل 364 متر.